# WTA巡回赛
WTA巡回赛（WTA Tour）是由国际女子网球协会举办的全球女子顶级网球巡回赛。二级巡回赛是WTA 125K系列賽，三级巡回赛是ITF女子巡迴賽。

## WTA巡回赛

### 结构（2009–2020年）
WTA巡回赛包括：
- 大满贯赛事（4）
- 年终WTA巡迴賽錦標賽（1）
- WTA顶级巡回赛（21）
- WTA国际巡回赛（32）